# Gerry Hayes
Gerry Hayes, geboren als Günter Hess (Frankfurt am Main, 23 augustus 1934 – München, 1 november 2020), was een Duits-Amerikaanse jazzmusicus (vibrafoon, drums, zang) in de swing, mainstream en moderne jazz.

## Loopbaan
Hayes kwam in aanraking met de jazzscene van New York. Terug in Europa was hij drummer in bigbands die in Amerikaanse soldatenclubs speelde. In Parijs richtte hij in 1960 een eigen band op, waarmee hij twintig jaar overal ter wereld toerde. Hij trad op met onder meer Diana Ross & The Supremes, The Osmonds en Nancy Wilson. Hij speelde voor radio en televisie en toerde in Noord-Afrika, Libanon en Europa. In 1979 ging hij in München wonen en in de jaren erna opende hij verschillende jazzclubs. Naast een bigband leidt Hayes ook een kleinere groep. De musicus heeft verschillende albums op zijn naam staan.
Gerry Hayes overleed in 2020 op 86-jarige leeftijd.

## Discografie (selectie)
- The Swinging Voice, 1987
- Swing Explosion (met Charly Antolini), 1993
- Live in Concert: A Tribute to the Great American Swing Bands, 2001